# Over (canción de High and Mighty Color)
«Over» es el segundo sencillo de la banda High and Mighty Color lanzado el 20 de abril de 2005.

## Reseña
"Over" es el nombre del sencillo de la banda. Anteriormente fue lanzado bajo su sello independiente, y fue conocido como el "Sencillo fantasma" ya que solo 2000 copias fueron producidas. "Over" fue el tema principal para el programa de televisión "Matthew's Best Hit TV Plus"

## Canciones
1. «OVER» – 4:02
2. «change» – 3:34
3. «Insomnia» (インソムニア?) – 4:40
4. «OVER» (Instrumental)" – 4:03

## Integrantes
- Maakii & Yuusuke — Cantante
- Kazuto — Guitarrista
- MEG — Guitarrista
- maCKAz — Bajista
- SASSY — Baterista